# Även en blomma
Az Även en blomma című dal Anni-Frid Lyngstad svéd énekesnő 5. stúdióalbumának, a Djupa andetagnak egyik kislemeze, mely 1996. augusztus 21-én jelent meg.
A dalt Anders Glenmark írta, és 1996. október 18. és szeptember 28. között 4 hétig szerepelt a svéd Svenkstoppen slágerlistán, legjobb helyezése a 11. volt.

## Megjelenések
CD Single  Svédország Anderson Records – SON 2
1. Även En Blomma 4:32
2. Även En Blomma (Version) 6:34

## Slágerlista
| Slágerlista (1996)           | Legjobb helyezés |
| ---------------------------- | ---------------- |
| Svédország Sverigetopplistan | 11               |